# Saltie
Saltie（ソルティー、1977年8月9日 -）は、日本のロックソウルシンガー。千葉県出身。

## 来歴
高校在学中ストリートライブで活動開始。卒業後、ANミュージックスクールで亀渕友香に師事。
1998年、ニューヨークの"Vy's Harlem Gospel Workshop"、ニューオリンズ大学GOSPELワークショップにてゴスペル歌唱法とルーツミュージックの歴史を学ぶ。藤波慎也率いる「The 246 Victory Fellowship Choir」初期メンバー、ソリストとして教会や基地、ライブハウスにてライブを重ねる。
様々なアーティストのプロデュース、編曲で知られるtasuku、作曲家鈴木優子と共にユニットを結成するが、解散。解散後、鈴木優子とユニット「ウスギヌ」を結成するも、また解散する。KONAMIの音ゲー、namco『太鼓の達人』など様々なゲーム音楽にボーカル&作詞提供。
2004年より「Saltie（ソルティー）」でソロ活動開始。
2006年5月24日、Polystar/3D System/プライエイドよりミニアルバム「ザ・サイン / To Journey Into Unknown Regions」でCDデビュー。南佳孝とのデュエット曲「The Sign」はテレビ東京「美の巨人たち」のエンディングテーマとなり番組300回記念月間エンディングテーマに大抜擢された。
ボビー・ライル（ex.The Crusadersザ・クルセイダーズ）やデューク・ジョーンズ（アトランティックスター）などが参加してデビューライブを行う。
南佳孝、野戸久嗣（SMAP「Fly」作家）藤井一彦（The Grooversザ・グルーヴァーズ）、TSUNTA、鈴木優子らと共作やコラボレーションも試みている。
2010年8月8日、SUMMER SONIC東京公演スティービー・ワンダーCHOIRメンバーとして共演を果たした。

## 人物
幼少の頃より音楽好きな家族の影響で、邦楽洋楽隔てなく様々な音楽を聴いて育つ。姉たちのCDを隠れて聴いては曲を覚えていた。
影響を受けたアーティストは、コールド・ブラッド、ジョス・ストーン、ジョーン・オズボーン、エスター・フィリップス、ダイナ・ワシントン、金子マリなどのブルースシンガーや、キャロル・キング、荒井由実など。
現在活躍しているアーティストTOMOSUKE、トランペッターの福山光晴、ジャズベーシストの高道晴久は初めて組んだJAZZ研のFUNKバンドのメンバーであった。専門学校時代はドラマー天倉正敬とStick in the mudというバンドを組んでいた。

## ディスコグラフィー

### アルバム
- ザ・サイン / To Journey Into Unknown Regions（2006年5月24日）

### 参加シングル、アルバム
- In The Silence つばさレコード 「人魚」「La la la Love Song」カバー（2007年11月28日）
- ANNISM〜BALLAD（アン・ルイス　トリビュートアルバム）山下達郎作品「シャンプー」カバー（2008年5月11日）
- 僕がついてる（シングル）トータス松本「エビディ」「Mustang Sally」（2009年4月1日）
- FIRST（アルバム）トータス松本「エビディ」（2009年7月15日）
- 休日音楽 Saltie＋TSUNTA名義「ケ・セラセラ」（2009年、DElla）
- TOKYO "BOSSA" STORY  ハピネスレコード／ジェネオンエンターテイメント株式会社 「PRIDE」カバー　2009年）
- 午後のボッサ〜カフェ・ジブリ 「時には昔の話を」（加藤登紀子）カバー（2011年9月23日、DElla）

### LIVE
- 2010年SUMMER SONIC東京公演スティービー・ワンダーCHOIR。
- 2010年FNS歌謡祭 TUBEメドレー（倉木麻衣、伊藤由奈、城南海、千紗、miwa、AKB48）、KinKi Kids+宮本笑里+VOJA、郷ひろみ+宮本笑里+VOJA Background Vocal。
- 2009年トータス松本ソロアルバム「FIRST」Background Vocal。
- 2009年ウルフルズジョン.B.チョッパー主催イベント　ホストバンドBackground Vocal。
- 2008年ローリングストーンズ映画『SHINE A LIGHT』JAPANプレミアイベント　トータス松本バンドのBackground Vocal。
- 2007年第一回湘南国際マラソン　前日セレモニー公演。
- 2006年シティポップユニット「流線形」ライブBackground Vocal。